# Adrián Babič
Adrián Babič, né le 14 novembre 1996 et mort le 26 mai 2021, est un coureur cycliste slovaque.

## Biographie
En 2017, Adrián Babič termine troisième du championnat de Slovaquie du contre-la-montre. Il remporte à cette occasion le titre chez les espoirs (moins de 23 ans),. La même année, il est retenu en équipe nationale pour disputer les championnats d'Europe espoirs, où il se classe 30e de la course en ligne et 34e du contre-la-montre.
En 2018, il est sixième du contre-la-montre des championnats de Slovaquie (deuxième coureur espoir). Il représente de nouveau son pays lors des championnats d'Europe espoirs, qui ont lieu cette fois-ci à Brno. 47e du contre-la-montre, il abandonne ensuite lors de l'épreuve en ligne. En septembre, il finit 59e du championnat du monde du contre-la-montre espoirs à Doha.
Il meurt accidentellement le 26 mai 2021, heurté par un véhicule alors qu'il s'entraînait à proximité de chez lui.

## Palmarès
- 2017
  -  Champion de Slovaquie du contre-la-montre espoirs
  - 3e du championnat de Slovaquie du contre-la-montre
- 2018
  - 2e du championnat de Slovaquie du contre-la-montre espoirs
- 2019
  -  Champion de Slovaquie du contre-la-montre par équipes

## Classements mondiaux
| Année           | 2017   | 2018   |
| --------------- | ------ | ------ |
| UCI Europe Tour | 1 094e | 1 714e |